# هایپرفانتازیا
هایپرفانتازیا (به انگلیسی: Hyperphantasia) شرایطی است که افراد می‌توانند تصاویر و جزئیات بسیار زنده و واضحی را در ذهن خود مشاهده کنند. این وضعیت در مقابل آفانتازیا قرار دارد، که در آن تصاویر ذهنی وجود ندارد. تجربه هایپرفانتازیا رایج‌تر از آفانتازیا است و به عنوان «به وضوح دیدن واقعی» توصیف شده است. هایپرفانتازیا شامل تمام پنج حس در تصاویر ذهنی زنده است، اگرچه ادبیات موجود در این زمینه عمدتاً بر تحقیقات تصاویر ذهنی «بصری» متمرکز است و پژوهش در مورد چهار حس دیگر کمتر است.
تحقیقات دربارهٔ هایپرفانتازیا عمدتاً از طریق پرسش‌نامه‌های خودگزارش‌دهی انجام می‌شود، مانند پرسش‌نامه وضوح تصاویر ذهنی بصری (VVIQ) که توسط دیوید مارکس در سال ۱۹۷۳ توسعه داده شد و وضوح تصاویر ذهنی فرد را با نمره‌ای از ۸۰ ارزیابی می‌کند. افرادی که نمره‌ای بین ۷۵ تا ۸۰ کسب می‌کنند، به عنوان هایپرفانتازیک شناخته می‌شوند و تخمین زده می‌شود که حدود ۲٫۵٪ از جمعیت را تشکیل می‌دهند.
هایپرفانتزیا می‌تواند در زمینه‌های مختلفی مانند هنر، نوشتن، یادگیری و حتی حل مسائل مفید باشد. اما در برخی موارد، این توانایی ممکن است باعث ایجاد مشکلاتی مانند اختلال در تمرکز یا استرس بیش از حد در اثر تجسم‌های بسیار واضح و زنده شود.